# Hannes Obreno
Hannes Obreno, född 8 mars 1991, är en belgisk roddare.
Obreno tävlade för Belgien vid olympiska sommarspelen 2016 i Rio de Janeiro, där han slutade på 4:e plats i singelsculler.